# Vindinge Å
Vindinge Å är ett vattendrag i den östra delen av ön Fyn i Danmark. Ån, som är cirka 20 km lång, ligger i Region Syddanmark, i den sydöstra delen av landet, 120 km väster om Köpenhamn. Åns källa ligger sydväst om Årslev och den mynnar ut i Holckenhavn Fjord nära Nyborg. 
Trakten ingår i den hemiboreala klimatzonen med en årsmedeltemperatur på 7 °C. Den varmaste månaden är juli, då medeltemperaturen är 17 °C, och den kallaste är januari, med −4 °C.